# Palazzo Caracciolo di San Teodoro
Palazzo Caracciolo di San Teodoro è un edificio di valore storico e architettonico di Napoli ubicato sulla Riviera di Chiaia, nel quartiere Chiaia.
Il palazzo venne eretto tra il 1826 e il 1830 da Guglielmo Bechi su commissione di Carlo Luigi Caracciolo (1801-1873), duca di San Teodoro.
L'edificio fu innalzato su tre piani con al centro un loggiato suddiviso negli ordini dorico, ionico e corinzio. Il pian terreno, con ordine dorico, presenta una decorazione in piperno, mentre gli altri due piani hanno un decorazione in stucco; la facciata termina con un cornicione a dentelli. La facciata è tutta in rosso pompeiano con bugne piatte al pian terreno.
Diversi ambienti del piano nobile sono abbelliti da decorazioni neoclassiche e neopompeiane.